# Hydnellum papuanum
Hydnellum papuanum är en svampart som beskrevs av Maas Geest. 1971. Hydnellum papuanum ingår i släktet korktaggsvampar och familjen Bankeraceae.   Inga underarter finns listade i Catalogue of Life.